# Stor-Hammarträsket
Stor-Hammarträsket är en sjö i Bodens kommun i Norrbotten och ingår i Råneälvens huvudavrinningsområde. Sjön har en area på 0,164 kvadratkilometer och ligger 161,1 meter över havet. Stor-Hammarträsket ligger i Råneälven Natura 2000-område. Sjön avvattnas av vattendraget Kvarnbäcken.

## Delavrinningsområde
Stor-Hammarträsket ingår i det delavrinningsområde (736163-175371) som SMHI kallar för Mynnar i Norr-Lillån. Medelhöjden är 148 meter över havet och ytan är 19,88 kvadratkilometer. Det finns inga avrinningsområden uppströms utan avrinningsområdet är högsta punkten. Kvarnbäcken som avvattnar avrinningsområdet har biflödesordning 3, vilket innebär att vattnet flödar genom totalt 3 vattendrag innan det når havet efter 70 kilometer. Avrinningsområdet består mestadels av skog (91 procent). Avrinningsområdet har 0,26 kvadratkilometer vattenytor vilket ger det en sjöprocent på 1,3 procent.